# Pedro Videla Riquelme
Pedro Nolasco del Carmen Videla Riquelme (San Bernardo, 7 de enero de 1919 - Santiago, 4 de julio de 1998) fue un abogado, profesor y político chileno. Fue militante de la Falange Nacional, del Partido Demócrata Cristiano y de la Izquierda Cristiana.

## Biografía
Hijo de Tomás Videla Escala y Clara Riquelme del Solar. Casado con Mónica María Eugenia Maldonado Paredes, tuvo 2 hijos: Pedro y Paula.
Realizó sus estudios primarios y secundarios en la Escuela Pública N.° 7 de San Bernardo y en liceos de San Bernardo, Parral y Talca. Luego de finalizar su etapa escolar ingresó a la Universidad de Chile donde egresó de Leyes en 1944.
Como estudiante comenzó a ejercer su profesión desempeñándose como Oficial de Registro Civil entre 1942 y 1945.
Tras titularse trabajó como profesor de Ciencias, Historia, Geografía, Educación Cívica y Economía Política en el Liceo Nocturno de San Bernardo. También se dedicó al área periodística ocupando el cargo de redactor de la revista "Plumadas" de Talca y de los periódicos "Más" y "El Rebelde" de San Bernardo. Por otra parte, fue designado Vicepresidente de la Cámara de Comercio Minorista de esa misma ciudad.

## Actividades políticas
Inició sus actividades políticas al integrarse a la Falange Nacional en 1942. Durante los años universitarios fue delegado de la Escuela de Derecho. Paralelamente, asumió la presidencia de la Central de Trabajadores de Chile en San Bernardo. Más tarde, fue elegido regidor por esa misma comuna.
En 1953 fue elegido diputado por la 8ª Agrupación Departamental de Melipilla, San Antonio, San Bernardo y Maipo, para el período 1953 a 1957. Participó de las Comisiones de Constitución, Legislación y Justicia; de Policía Interior y Reglamento; de Asistencia Médico-Social e Higiene; de Gobierno Interior; de Vías y Obras Públicas; y Especial Investigadora sobre concesiones o denegaciones de alzas (1954-1955).
En 1957 ingresó al Partido Demócrata Cristiano. Ese mismo año fue reelecto para el período 1957 a 1961. Fue miembro de las Comisiones de Constitución, Legislación y Justicia; de Policía Interior y Reglamento; de Asistencia Médico-Social e Higiene; de Gobierno Interior, de Vías y Obras Públicas; e Investigadora de los sucesos ocurridos en la Maestranza de los Ferrocarriles del Estado en 1958.
En 1961 fue otra vez confirmado como diputado para el período siguiente, 1961 - 1965. Integró las Comisiones de Policía Interior y Reglamento; de Gobierno Interior; y de Agricultura y Colonización.
En 1965 fue reelecto para el período de 1965 a 1969. Pasó a formar parte de las Comisiones de Policía Interior y Reglamento; de Gobierno Interior; de Agricultura y Colonización; de Hacienda; de Régimen Interior, Administración y Reglamento; de Relaciones Exteriores; Mixta de Presupuestos; y Especial Investigadora automotriz y de televisores (1965-1966). Durante su labor fue miembro Propietario del Comité Parlamentario Demócrata Cristiano entre 1965 y 1966 y nombrado primer vicepresidente de la Cámara de Diputados el 14 de mayo de 1968 hasta el 4 de junio de 1969.
En 1969 fue elegido diputado por la 8ª Agrupación Departamental para el período 1969 a 1973. Fue integrante de las Comisiones de Relaciones Ex teriores; Mixta de Presupuesto; y de Acusación Constitucional en contra del Ministro del Interior (1969-1970). En 1971 se alejó del Partido Demócrata Cristiano y se integró al Movimiento de Izquierda Cristiana, el que junto a otros sectores rebeldes del MAPU se sumó como partido a la Unidad Popular.
Entre las mociones presentadas durante su periodo parlamentario que llegaron a ser ley de la República, están: ley N.°15.966, del 12 de diciembre de 1964, sobre asignación familiar prenatal para empleados y obreros del sector privado y ley N.° 16.588, del 19 de enero de 1967, relativo a contratación de empréstito para las Municipalidades de San Antonio, Cartagena, Navidad y El Tabo.

## Historial electoral

### Elecciones parlamentarias de 1969
- Elecciones Parlamentarias de 1969 para la 7ª Agrupación Departamental, Cuarto Distrito San Antonio, Maipo y San Bernardo.[1]